# Circuitul Jerez
Circuito Permanente de Jerez este un circuit de automobilism situat în orașul Jerez de la Frontera, o zonă viticolă importantă din Spania. Are o lungime totală de  4,428 km (2,751 mile). A fost construit de Alessandro Rocci, cel care a supravegheat lucrările și la Circuitul Jarama.
Circuitul a fost deschis pe 8 decembrie 1985. În martie 1986, aici s-a disputat prima întrecere internațională de motociclism din Spania. În aprilie același an, pista din Jerez a organizat Marele Premiu al Spaniei în Formula 1. Deși poate găzdui în jur de 125.000 de oameni, din cauza amplasamentului destul de greu accesibil, mulți spectatori sunt împiedicați să participe la cursele de aici. Din acest motiv, din 1990, Marele Premiu al Spaniei s-a mutat la Barcelona.
Înaintea Marelui Premiu al Europei din 1994, circuitul a suferit niște modificări, avându-se în vedere sporirea siguranței piloților. Astfel, s-a adăugat o nouă șicană (curba Senna) virajului în care Martin Donnelly a suferit un accident înfricoșător în 1990. În 1997, la Jerez s-a organizat cursa finală și decisivă a sezonului, Marele Premiu al Europei. În această cursă, pretendenții la titlul mondial, Michael Schumacher și Jacques Villeneuve, au intrat în coliziune.
Deși în prezent nu mai găzduiește curse de Formula 1, circuitul de la Jerez este des utilizat ca circuit de teste. În 2005, pista a fost reasfaltată. În 2008, la Jerez se preconizează disputarea unei curse din cadrul competiției Champ Car.

#### Istoric în Formula 1
Cursele scrise pe fond albastru s-au disputat sub denumirea de "Marele Premiu al Europei".
| An   | Dată          | Câștigător         | Constructor      | Detalii |
| ---- | ------------- | ------------------ | ---------------- | ------- |
| 1997 | 26 octombrie  | Mika Häkkinen      | McLaren-Mercedes | Detalii |
| 1994 | 16 octombrie  | Michael Schumacher | Benetton-Ford    | Detalii |
| 1990 | 30 septembrie | Alain Prost        | Ferrari          | Detalii |
| 1989 | 1 octombrie   | Ayrton Senna       | McLaren-Honda    | Detalii |
| 1988 | 2 octombrie   | Alain Prost        | McLaren-Honda    | Detalii |
| 1987 | 27 septembrie | Nigel Mansell      | Williams-Honda   | Detalii |
| 1986 | 13 aprilie    | Ayrton Senna       | Lotus-Renault    | Detalii |

#### Istoric în MotoGP
| An   | Dată       | Câștigător clasa 125cc | Câștigător clasa 250cc | Câștigător clasa MotoGP |
| 2007 | 25 martie  | Gabor Talmacsi         | Jorge Lorenzo          | Valentino Rossi         |
| 2006 | 26 martie  | Alvaro Bautista        | Jorge Lorenzo          | Loris Capirossi         |
| 2005 | 10 aprilie | Marco Simoncelli       | Dani Pedrosa           | Valentino Rossi         |
| 2004 | 2 mai      | Marco Simoncelli       | Roberto Rolfo          | Sete Gibernau           |
| 2003 | 11 mai     | Lucio Cecchinello      | Toni Elías             | Valentino Rossi         |
| 2002 | 5 mai      | Lucio Cecchinello      | Fonsi Nieto            | Valentino Rossi         |
| 2001 | 6 mai      | Masao Azuma            | Daijiro Kato           | Valentino Rossi         |
| 2000 | 30 aprilie | Emilio Alzamora        | Ralf Waldmann          | Kenny Roberts, Jr.      |
| 1999 | 9 mai      | Masao Azuma            | Valentino Rossi        | Àlex Crivillé           |
| 1998 | 3 mai      | Kazuto Sakata          | Loris Capirossi        | Àlex Crivillé           |
| 1997 | 4 mai      | Valentino Rossi        | Ralf Waldmann          | Àlex Crivillé           |
| 1996 | 12 mai     | Haruchika Aoki         | Max Biaggi             | Michael Doohan          |
| 1995 | 7 mai      | Haruchika Aoki         | Tetsuya Harada         | Alberto Puig            |
| 1994 | 8 mai      | Kazuto Sakata          | Jean-Philippe Ruggia   | Michael Doohan          |
| 1993 | 2 mai      | Kazuto Sakata          | Tetsuya Harada         | Kevin Schwantz          |
| 1992 | 10 mai     | Ralf Waldmann          | Loris Reggiani         | Michael Doohan          |
| 1991 | 12 mai     | Noboru Ueda            | Helmut Bradl           | Michael Doohan          |
| 1990 | 6 mai      | Jorge Martínez         | John Kocinski          | Wayne Gardner           |
| 1989 | 30 aprilie | Àlex Crivillé          | Luca Cadalora          | Eddie Lawson            |
| 1987 | 26 aprilie | Fausto Gresini         | Martin Wimmer          | Wayne Gardner           |